# Eric Forsselius
Eric Forsselius, född 3 mars 1850 i Forssa församling, Södermanlands län, död där 1 augusti 1914, var en svensk lantbrukare och riksdagspolitiker.
Forsselius var lantbrukare i Ekeby i Forssa socken. Han var även politiker och var ledamot av riksdagens andra kammare 1885–1890, invald i Villåttinge härads valkrets.